# Wilfred Owen
Wilfred Edward Salter Owen (ur. 18 marca 1893 w Oswestry w hrabstwie Shropshire, zm. 4 listopada 1918 w Ors) – angielski poeta. Tworzył wiersze żołnierskie, ukazujące tragizm wojny. Znany jest głównie jako autor wiersza Anthem for Doomed Youth (wyd. 1921). Poległ na froncie we Francji na kilka dni przed zawieszeniem broni.

## Twórczość
Do najważniejszych utworów poety należą wiersze, wspomniany Anthem for Doomed Youth i Dulce et Decorum Est. Jego liryki przekazują grozę wojny i stoją w opozycji do patriotycznych wierszy tworzonych na początku konfliktu między innymi przez Ruperta Brooke’a.

## Przekłady
Wiersze Owena tłumaczyli na język polski Jerzy Pietrkiewicz (Opowieść o starym człowieku i o młodym, Dół jak rura...) i Stanisław Barańczak (Hymn do młodych, skazanych na zgubę)
Zobacz też: Poems by Wilfred Owen.